# Beyblade
En beyblade är en leksakssnurra producerad av den japanska leksakstillverkaren Takara och lanserades 1999. Det är också namnet på en lek där flera, oftast två, spelare använder sina beyblade-snurror för att på en i förväg bestämd yta stoppa eller knuffa ut sina motspelares snurror. Vidare är det också namn på en tecknad mangaserie, ett flertal tecknade TV-serier, datorspel och en långfilm, som alla kretsar kring samma typ av tävling.

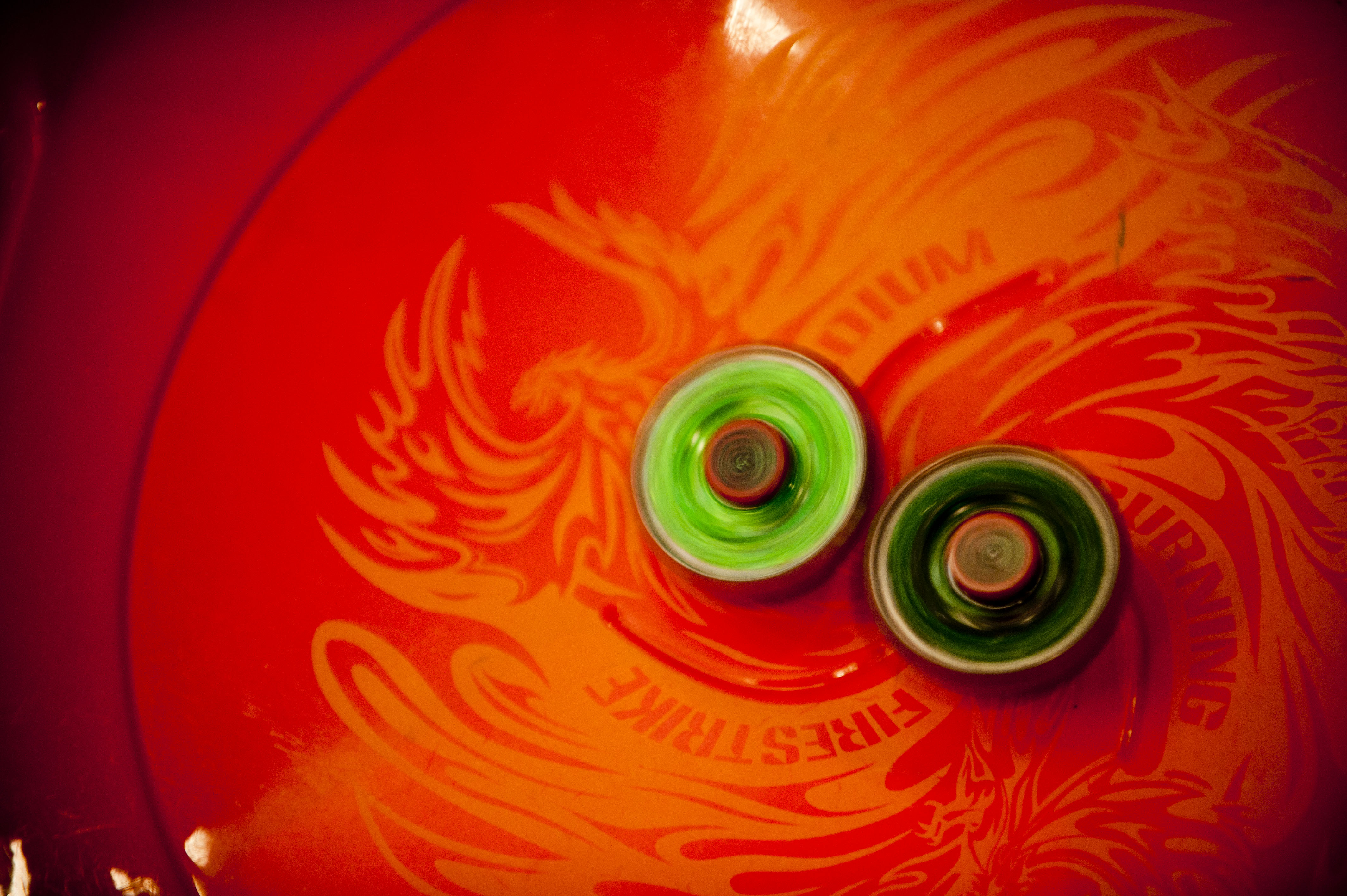
Beybladetävling där två beyblades snurrar mot varandra och försöker knuffa ut varandra ur arenan eller stanna motspelarens snurra. Något av alternativen uppnås genom att snurrorna upprepat krockar in i varandra.

Leksaken sätts igång genom att dra en färgad plastpinne, med trubbiga taggar på den ena kanten. Efter att ha dragit den taggade pinnen igenom ett hål så släpps beybladen ner på marken och den är igång.

## TV-serien
TV-serien är en anime som handlar om Tyson och hans tre vänner, Kai, Max och Ray som alla spelar i laget Bladebreakers. De utmanar andra beybladelag med sina beyblades. Deras beyblades har andar, "totem", i sig, som tillåter spelarna att styra sina snurror.

### Bladebreakers
Bladebreakers är det beybladelag som serien kretsar kring. I dubben har alla i Bladebreakers totem vars namn börjar på "dr".

#### Tyson Granger/Takao Kinomiya
Tyson är seriens huvudperson. Han har vuxit upp med sin farfar, för hans mamma dog när han var liten och hans pappa är för upptagen med sitt arbete som arkeolog. På sin födelsedag blir Tyson uttagen för att representera Japan i de asiatiska mästerskapen i beyblade, efter att han har lyckats besegra Kai i finalen. Tyson är en person som aldrig tackar nej till en beybladematch. Han är mycket matglad. Tysons totem, som har skepnaden av en blå drake, heter Dragoon (Seiryuu i det japanska originalet).

#### Kai Hiwatari
Kai kommer ursprungligen från Ryssland. Kai och hans totem Dranzer (Suzaku i det japanska originalet), en fågel fenix, var tillsammans obesegrade tills de mötte Tyson i uttagningen till de asiatiska mästerskapen, där de förlorade. Kai är något av en ensamvarg och säger inte mycket. Hans fåordighet kan dock vid vissa tillfällen vara en fördel för laget. Han är ändå inte sämre än att han hjälper och stöttar laget när de har hamnat i diverse knipor. Han är lagets ledare, och trots sin kalla attityd är han en äkta vän.

#### Max Tate/Mizuhara
Max kommer ursprungligen från USA. Max är en glad person som har lätt att få vänner. Han har nästan alltid ett leende på läpparna. Max totem, som påminner om en bepansrad sköldpadda, heter Draciel (Genbu i det japanska originalet), och han fick den av sin farmor lagom till det var dags för final i uttagningen till de asiatiska mästerskapen.

#### Ray/Rei Kon
Ray kommer ursprungligen från Hongkong. I första säsongen är han 15 år, i andra säsongen är han 16 år och i tredje 17 år. Han är uppvuxen med beyblade och har ett tigerliknande totem vid namn Driger (Biako i det japanska originalet). Hans största match i första säsongen är mot Bryan Kuznetsov, som är medlem i Demolition Boys och en av de bästa beybladespelarna i världen. Ray vinner med nöd och näppe, och överlåter finalmatchen mot Tala till Tyson.

### Demolition Boys/Blitzkreig Boys/Neo Borg
Demolition Boys är ett rivaliserande lag till Bladebreakers.

#### Tala/Yuriy Ivanov
Tala är världens bästa beybladespelare, tills Tyson Granger slår honom i en beybladematch. Talas namn i originaldubben är Yuriy, som är ett ryskt pojknamn med betydelsen "skapare". I G-Revolution kallar Daichi Yuriy för tjej, troligen för att det snarlika namnet "Yuri" är ett japanskt flicknamn. Detta har lett till att han döpts till "Tala", "varg", i dubben, vilket är både ett pojknamn och ett flicknamn. Talas totem är en varg vid namn Wolborg som skapats genom att döda en äkta varg och mutera dess själ. Tala växte upp i ett kloster utanför Moskva och blev tränad i beyblade från en mycket ung ålder.
Tala är kall och arrogant till sättet och är säker på att han är den bästa beybladespelaren i världen. Efter att han förlorat mot Tyson försvinner han och dyker inte upp förrän i säsong två, som inte är dubbad till svenska. I säsong tre är Tala fri från Boris och hans planer och har dessutom döpt om sitt team till Blitzkreg Boys (Neo Borg i det japanska originalet).

#### Bryan Kuznetsov
Bryan är den farligaste beybladespelaren i första säsongen. Med hjälp av sitt totem Falborg kan han både skada motståndarens beyblade och själva spelaren utan att bli anklagad för fusk. Hans bäste vän är Tala och de har känt varandra sedan de var små. Han blev tränad från ung ålder i beyblade för att kunna bli den bästa "bey-krigaren".
Bryan verkar ofta lugn och sansad, men egentligen har han en mycket kort stubin och är villig att göra vad som helst för att vinna en beybladematch. Detta bevisas då han spelar sin match mot Ray Kon.
Bryan återvänder i tredje säsongen. Då skadar han inte längre andra spelare för att vinna matcher i beyblade.

#### Ian Papov
Ian är en av de kortaste i hela beybladeserien; han är 104 cm lång och är en mycket snabb pojke. Hans totem Wyborg är en orm och även hans beyblade rör sig precis som en orm. Ian träffar Tyson och hans vänner utanför ett kloster då han själv och Tala är ute och vaktar egendomen. Det blir en match mellan Ian och Tyson som inte blir avklarad, för Ian får order från Tala att sluta spela.
Ian har en mycket stor näsa som liknar en banan. Han är en mycket bra beybladespelare men får inte vara med i tredje säsongen tillsammans med sitt team; han är bara med i första säsongen.